# 土卫二和土卫六探测器

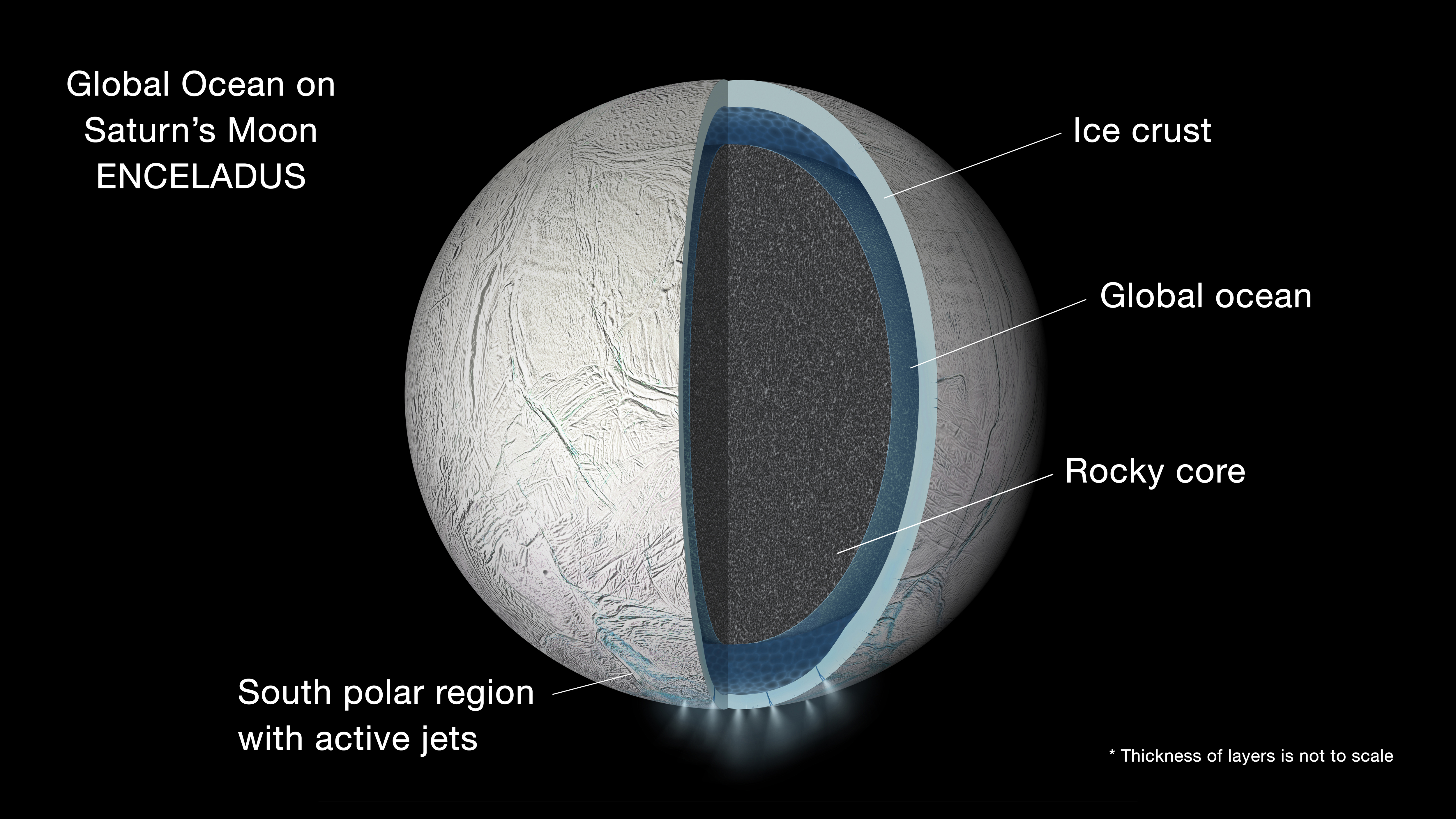
土卫二上可能的热液活动想象图

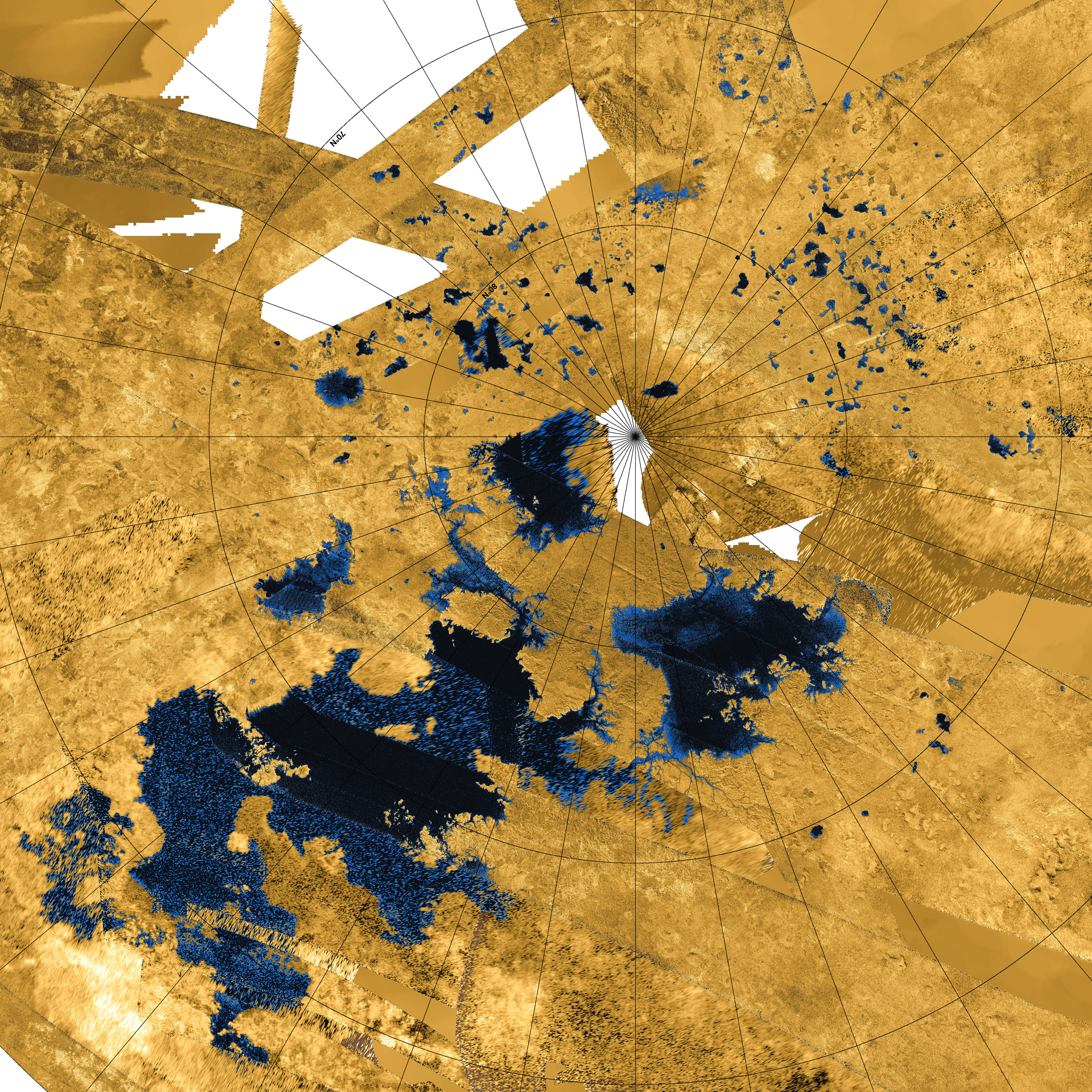
土卫六北极地区伪色、中等分辨率“卡西尼号”合成孔径雷达拼接图，显示了碳氢化合物海洋、湖泊和支流网道。 蓝色表示由液体乙烷、甲烷和溶解氮所造成的低雷达反射率区。

土卫二和土卫六探测器（E2T）是一项由欧洲空间局与美国宇航局共同提出的太空探索任务概念，旨在研究土星卫星土卫二和土卫六的演化及宜居潜力。
这项拟议的任务将解决有关地外宜居性、非生物/生命前化学环境及生命起源等关键的科学问题，这些问题是欧空局宇宙愿景计划中最高优先任务之一。

## 概述
土卫二和土卫六（E2T）轨道探测器于2017年首次被提议作为一项由欧洲航天局与美国宇航局合作的中级任务，以响应欧空局的M5宇宙愿景计划。
土卫二和土卫六都拥有地下海洋，这是研究海洋世界生命起源和宜居性条件以及独特复杂行星系统起源和演化的主要环境。

## 目标
该探测器任务有三项主要的目标：
- 通过对土卫二和土卫六的考察，研究挥发活跃的冰卫星的起源和演化；
- 调查土卫二和土卫六上海洋世界的宜居性及生命潜力；
- 研究气候和地貌象类地行星般不断变化的土卫六。

这些目标将通过测量土卫二的喷流及土卫六高层大气层中固态和汽态物质的性质、丰度及同位素性质来实现。

## 概念性设备
通过土星轨道上太阳能动力航天器对土卫二和土卫六的多次飞越，所搭载的探测设备将提供“原位”采样、高分辨率成像和射电科学测量。提议的两种主要仪器是离子和中性气体质谱仪（INMS）和土卫二冰喷流分析仪（ENIJA），这些高分辨率质谱仪将提供所需的数据，从喷流取样中辨别土卫二水环境的细微细节和土卫六大气层中复杂的生命前化学成分环境。
土卫六成像与地质，土卫二侦测（TIGER）中波红外相机将以米为尺度绘制喷流和虎皮条纹热辐射图，并以50-100米的分辨率调查土卫六的地貌。
射电科学实验（RSE）测量将对土卫二和土卫六内部海洋冰壳结构和性质提供数值范围。

## 推进器
航天器概念要求使用离子驱动推进器，这种推进器被证明非常高效和可靠。离子推进器-或离子驱动装置-是一种电力推进形式，通过用电加速离子来产生推力，所需的电力由安装在航天器上的太阳能电池板产生。  

## 另请查看
- 生命起源
- 天体生物学
- 土卫二探测器
- 土卫二生命发现者 (ELF)
- 欧罗巴快船
- 土卫二和土卫六之旅 (JET)
- 土卫二生命调查 (LIFE)
- 西奥号
- 时间号 - 泰坦湖着陆器